# Fjärilsvägen
Fjärilsvägen (ISBN 978-91-0-018-198-7) är en bok från 2020 av Patrik Lundberg. Boken handlar om Lundbergs mor, Ingrid Birgitta Lundberg, som avled i misär 2018, 67 år gammal. Bokens titel syftar på den gata i Sölvesborg, där Patrik Lundberg växte upp.